# Food Chemistry
Food Chemistry è una rivista accademica edita da Elsevier che si occupa di chimica degli alimenti. Nel 2014 il fattore d'impatto della rivista era di 3,391.